# 姜敏秀
姜敏秀（韓語：강민수，1939年8月17日—），韓國空軍退役中將、前空軍參謀次長、空軍官校校長，後轉任外交官，繼韓哲洙後成為1996年至1999年間的駐台北韓國代表部代表。